# Dicranolepis buchholzii
Dicranolepis buchholzii är en tibastväxtart som beskrevs av Engl. et Gilg. Dicranolepis buchholzii ingår i släktet Dicranolepis och familjen tibastväxter. Inga underarter finns listade i Catalogue of Life.